# Mocoví jezik
Mocoví jezik (ISO 639-3: moc; mbocobí, mocobí, mokoví), jezik Mocoví Indijanaca iz argentinskog Gran Chaca u Chaco departmanima 12 de Octubre, 9 de Julio, Chacabuco, Comandante Fernández, Maipú, Mayor Luis Fontana, O´Higgins, Quitilipi, San Lorenzo i Tapenagá, i u pokrajini Santa Fe, departmani Garay, Obligado, San Javier, San Justo i Vera.
Govori oko 4 530 ljudi (2000). Klasificira se porodici Guaycuruan.

## Vanjske poveznice
- Ethnologue (14th)
- Ethnologue (15th)